# Karl Mayr Kraftfahrzeugbau
Karl Mayr Kraftfahrzeugbau war ein deutscher Hersteller von Automobilen.

## Unternehmensgeschichte
Karl Mayr gründete 1921 das Unternehmen und begann mit der Produktion von Automobilen. Der Markenname lautete Mayrette. 1923 oder 1924 endete die Produktion. Insgesamt entstanden ein paar Dutzend Fahrzeuge.
Mayr war auch von 1923 bis 1924 am Maja-Werk beteiligt und fertigte zwischen 1925 und 1934 Dreirad-Nutzfahrzeuge in seinem Unternehmen Mayr-Dreiräder – Kleinfahrzeugbau Mayr.

## Fahrzeuge
Das Unternehmen stellte Kleinwagen her. Die Wagen boten einen oder zwei Sitzplätze. Das erste Modell wurde von einem Zweizylindermotor von BMW mit 500 cm³ Hubraum angetrieben. Das zweite Modell war ein Dreirad. Für den Antrieb sorgte ein Einbaumotor von J.A.P. mit 200 cm³ Hubraum, der das einzelne Hinterrad antrieb.
Am 19. September 1932 fuhr Mayr mit einem seiner Dreiräder auf den Katschberg. Der JAP-Motor mit 200 cm³ Hubraum wird hier als Viertaktmotor bezeichnet.